# 발효빵

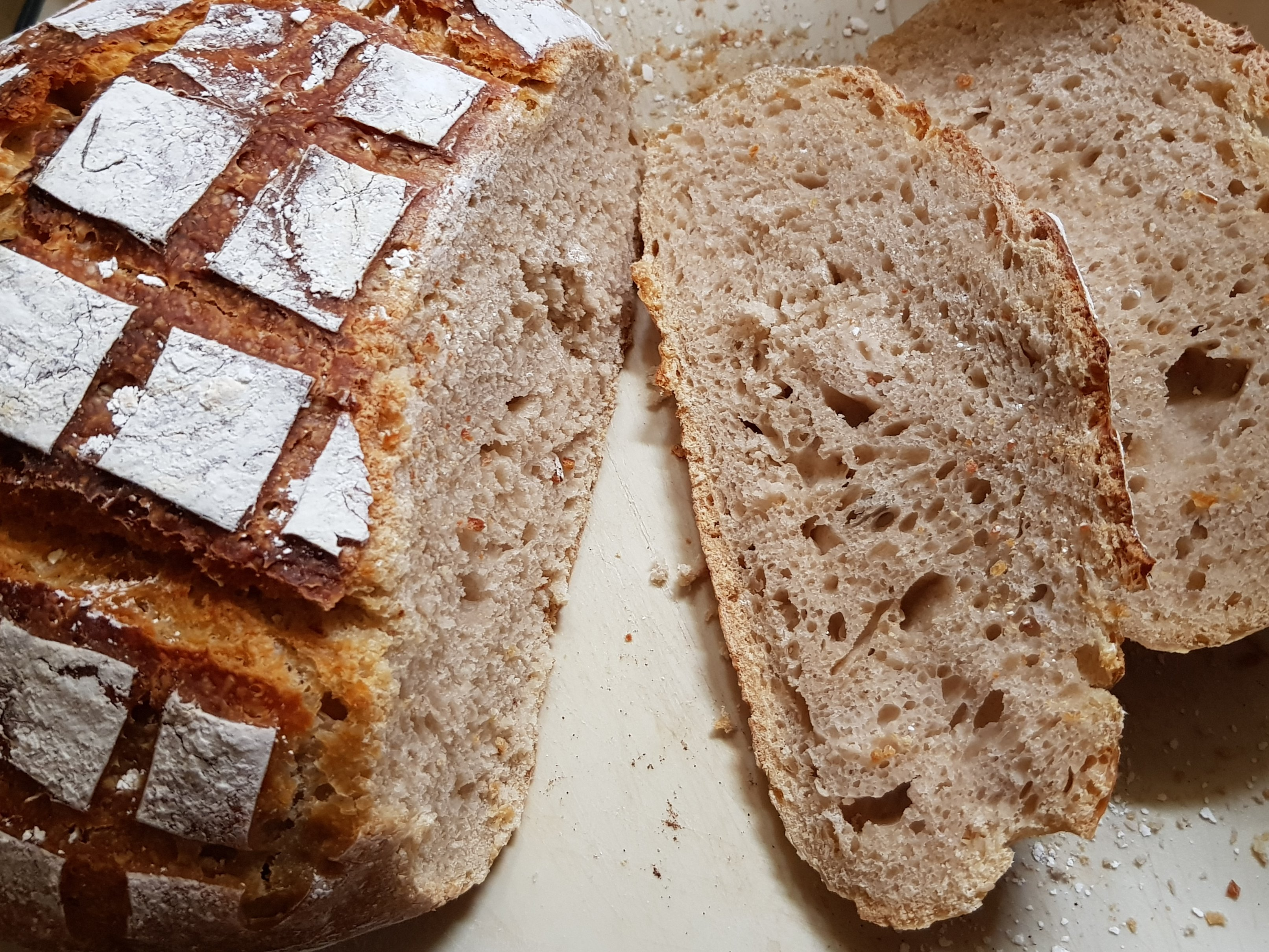
사워도 빵

발효빵(醱酵pão)은 발효된 반죽으로 만든 빵이다. 보통 천연발효종을 이용한 천연발효빵(天然醱酵pão)을 일컬으며, 사워도 빵(sourdough bread)으로도 부른다. 빵효모나 효모발효종을 이용한 빵은 효모빵(이스트빵)으로 불러 구분한다.

## 같이 보기
- 사워도
- 효모빵